# Stylidium squamellosum
Stylidium squamellosum är en tvåhjärtbladig växtart som beskrevs av Dc. Stylidium squamellosum ingår i släktet Stylidium och familjen Stylidiaceae. Inga underarter finns listade i Catalogue of Life.